# 東向島東之町

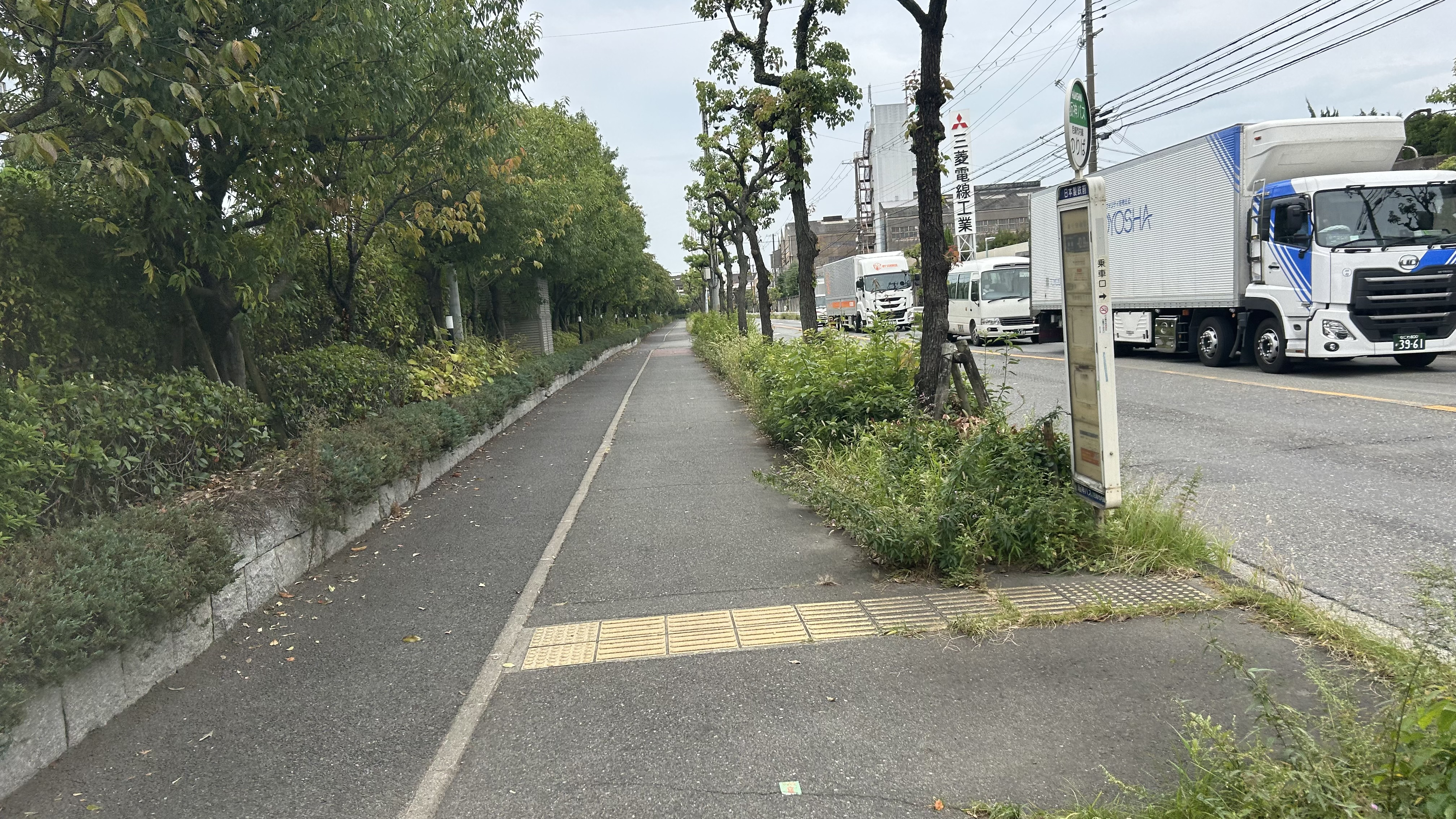
日本製鉄前停留所。画像左から東向島東之町である。

東向島東之町（ひがしむこうじまひがしのちょう）は、兵庫県尼崎市にある町丁。丁目はない。郵便番号は660-0835。

## 地理
東は築地・北初島町、西は東向島西之町、南は東高洲町、北は中在家町と隣接している。

## 交通

### 鉄道
鉄道は走っていない。

### バス
バスは走っていない。東向島西之町にある阪神バス日本製鉄前停留所が最寄りである。

## 校区
出典:
| 区域 | 小学校     | 中学校     |
| ---- | ---------- | ---------- |
| 全域 | 明城小学校 | 成良中学校 |

## 施設
全て工業地帯である。